# Каверино (Ступинский район)
Каверино — деревня в Ступинском районе Московской области в составе Городского поселения Михнево (до 2017 года) (до 2006 года — входило в Татариновский сельский округ).

## Население
| 2002 | 2006 | 2010 |
| ---- | ---- | ---- |
| 18   | ↗19  | ↘13  |

Каверино расположено на северо-западе района, недалеко от границы с городским округом Домодедово, на реке Речица (правый приток Северки), высота центра деревни над уровнем моря — 157 м. Ближайший населённый пункт — Марьинское — около 200 м на юго-запад.
На 2016 год в Каверино 2 улицы — Каверинская и Лесная и 5 садовых товариществ, работает питомник растений «Каверино-плантс». Впервые в исторических документах селение упоминается в 1577 году, как село Костантиновского Коверина.